# 도미니크 리바코비치
도미니크 리바코비치(크로아티아어: Dominik Livaković, 1995년 1월 9일~)는 크로아티아의 축구 선수로 현재 튀르키예 쉬페르리그의 페네르바흐체 SK에서 골키퍼로 활동하고 있다.

## 수훈
- 브라니미르 공작 훈장 : 2018